# Big Eyes
Big Eyes (no Brasil, Grandes Olhos) é um filme de drama biográfico norte-americano de 2014 dirigido Tim Burton, produzido por Tim Burton, Scott Alexander, Larry Karaszewski e Lynette Howell e escrito por Scott Alexander e Larry Karaszewski. O filme é estrelado por Amy Adams e Christoph Waltz.
O filme, tem como foco a artista americana Margaret Keane (Adams), cujo trabalho foi fraudulentamente reivindicado na década de 1950 e 1960 por seu então marido, Walter Keane (Waltz), conta a história do julgamento de seu divórcio em que Margaret havia acusado Walter de roubar suas pinturas.
O tema musical do filme é interpretado pela cantora Lana Del Rey e recebeu uma indicação ao Globo de Ouro.

## Sinopse
Cinebiografia conta a história do casal Walter (Christoph Waltz) e Margaret Keane (Amy Adams), que ficou famoso no final dos anos 1950 e início dos 1960 por retratos de mulheres e crianças com olhos grandes. Tudo parece ir bem na vida dos Keane, até Walter começar a ter fama e dinheiro às custas da mulher, que é a verdadeira pintora das obras.

## Elenco
- Amy Adams..........Margaret Keane
- Christoph Waltz....Walter Keane
- Danny Huston.......Dick Nolan
- Jon Polito.........Enrico Banducci
- Krysten Ritter.....DeAnn
- Jason Schwartzman..Ruben
- Terence Stamp......John Canaday
- Madeleine Arthur.......Jane Ulbrich
- Delaney Raye...........Jane Ulbrich (jovem)

## Trilha Sonora
Foi divulgado em novembro 2014 que a cantora Lana Del Rey contribuiria com duas canções originais para a trilha sonora. As canções "Big Eyes" e "I Can Fly", que Lana Del Rey escreveu e cantou, foram divulgados em dezembro de 2014; o álbum da trilha sonora e ambas as canções foram lançadas oficialmente em 23 de dezembro de 2014.

## Ligação externa
«Sítio oficial» (em inglês)